# Instituto Dante Pazzanese de Cardiologia

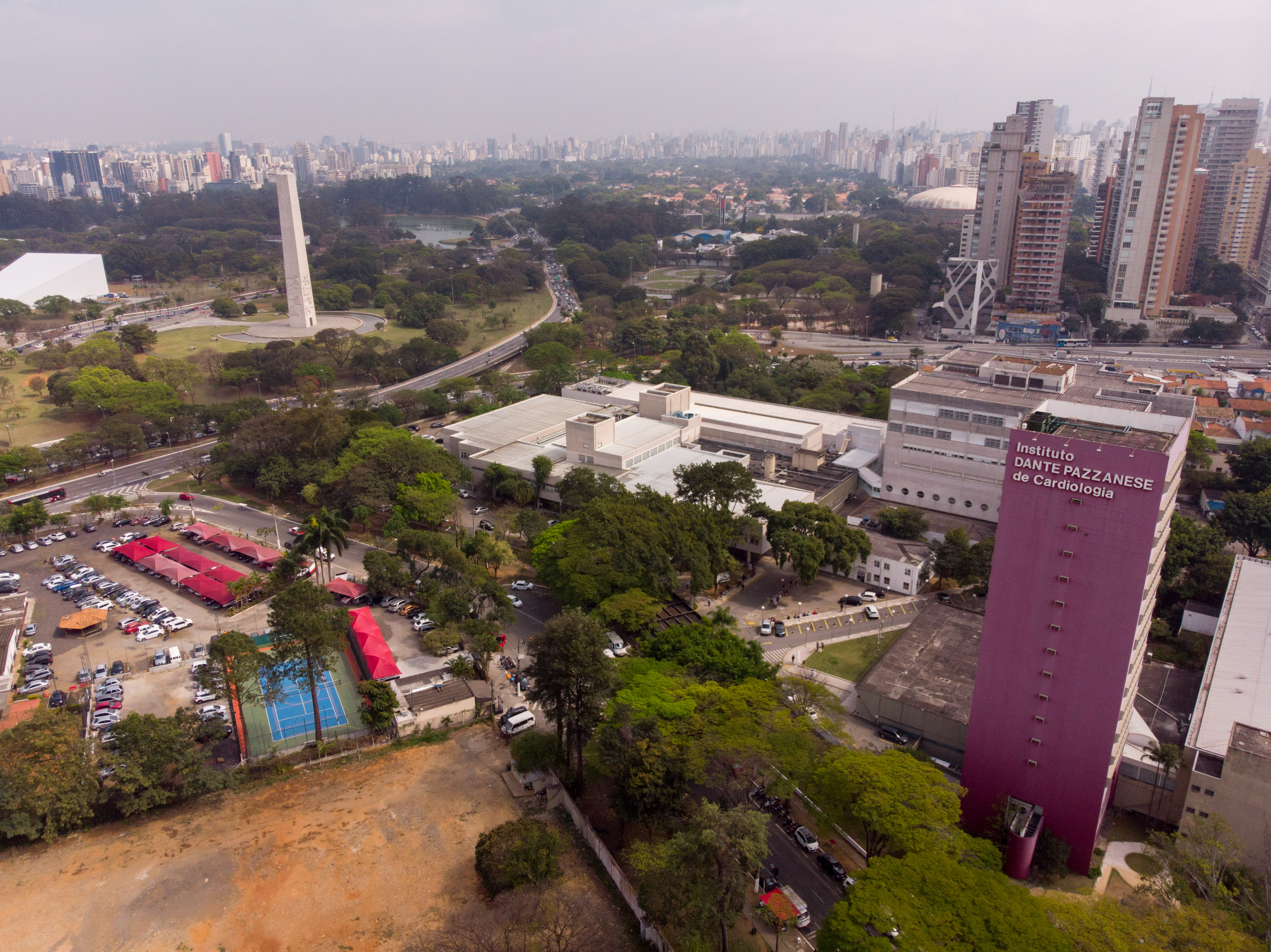
Vista aérea do Instituto Dante Pazzanese, e o parque ibirapuera a esquerda.

O Instituto Dante Pazzanese de Cardiologia é uma autarquia do Governo do estado de São Paulo, vinculada para fins de coordenação administrativa à Secretaria Estadual da Saúde e associada à Universidade de São Paulo para fins de ensino, pesquisa e extensão. Trata-se de um moderno hospital-escola especializado em cardiologia. Está localizado na cidade de São Paulo, próximo ao Parque Ibirapuera.
Fundado pelo Dr. Dante Pazzanese, e dirigido por muitos anos pelo Dr. Adib Jatene, o Instituto foi pioneiro em várias técnicas cirúrgicas.
Foi pioneiro, no hemisfério sul, na técnica de revascularização com uso de stent, e foi onde o Dr. José Eduardo Souza criou a técnica de recobri-los com fármacos.